# Francesca Cenci
Maria Francesca Cenci (Roma, 30 de septiembre de 1973) es una periodista y presentadora de televisión italiana.

## Biografía
Francesca Cenci nació el 30 de septiembre de 1973 en Roma.

## Carrera
Francesca Cenci es periodista profesional desde el 15 de diciembre de 2010, tras inscribirse como periodista el 11 de mayo de 1998. Tras sus primeras experiencias en las emisoras romanas, a principios de los 2000 comenzó a trabajar en Rai, donde en el verano de 2003 estuvo entre los rostros de Unomattina estate, retransmitido en Rai 1.
Posteriormente llega a Mediaset, donde de 2009 a 2011 pudo iniciar sus prácticas en la redacción de TG4. Más adelante trabajó como corresponsal de los programas de Barbara D'Urso: Pomeriggio Cinque, Domenica Cinque y Domenica Live.
Desde noviembre de 2016 forma parte de la redacción de TG5 en Roma, bajo la dirección de Clemente J. Mimum. Al principio trabajó solo como corresponsal y luego, a partir de 2017, tanto como presentadora como corresponsal. De 2017 a 2021 albergó la edición de las 8:00 de TG5 junto con la emisión de la edición Flash a las 10:50, mientras que a partir de 2021 presentó la edición de las 13:00, donde a partir de 2022 antes de presentar esta última edición condujo también la emisión de la edición Flash a las 10:50.

## Vida personal
Francesca Cenci tiene dos hijos: Francesco Fabris nacido en 2008 y Filippo, nacido en 2016.

## Programas de televisión
| Año           | Plan              | Cadeña   |
| ------------- | ----------------- | -------- |
| 2003          | Unomattina estate | Rai 1    |
| 2009-2016     | Pomeriggio Cinque | Canale 5 |
| 2009-2010     | Domenica Cinque   | Canale 5 |
| 2012-2016     | Domenica Live     | Canale 5 |
| 2017-presente | TG5               | Canale 5 |
| 2017-presente | TG5 - Flash       | Canale 5 |

## Redacciones
| Año           | Plan | Cadeña   |
| ------------- | ---- | -------- |
| 2009-2011     | TG4  | Rete 4   |
| 2016-presente | TG5  | Canale 5 |